# Női kettesbob a 2002. évi téli olimpiai játékokon

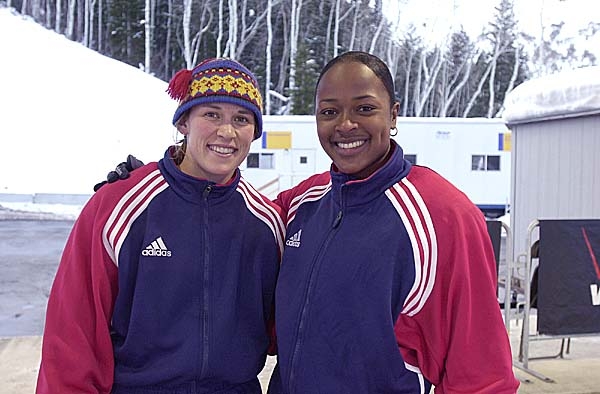
A győztes páros

A 2002. évi téli olimpiai játékokon a bob női kettes versenyszámát február 19-én rendezték Park Cityben. Az aranyérmet az amerikai Jill Bakken–Vonetta Flowers-páros nyerte meg. A Magyarországot képviselő Strehli Ildikó–Kürti Éva-páros a 13. helyen végzett.
Ez a versenyszám először szerepelt a téli olimpia programjában.

## Eredmények
A verseny két futamból állt. A két futam időeredményének összessége határozta meg a végső sorrendet. Az időeredmények másodpercben értendők. A futamok legjobb időeredményei vastagbetűvel olvashatóak.
| Helyezés | Csapat                                                            | 1.    | 2.    | Össz.   |
| -------- | ----------------------------------------------------------------- | ----- | ----- | ------- |
| Arany    | Egyesült Államok (USA)-2 · Jill Bakken · Vonetta Flowers          | 48,81 | 48,95 | 1:37,76 |
| Ezüst    | Németország (GER)-1 · Sandra Prokoff · Ulrike Holzner             | 49,10 | 48,96 | 1:38,06 |
| Bronz    | Németország (GER)-2 · Susi Erdmann · Nicole Herschmann            | 49,19 | 49,10 | 1:38,29 |
| 4.       | Svájc (SUI) · Françoise Burdet · Katharina Sutter                 | 49,28 | 49,06 | 1:38,34 |
| 5.       | Egyesült Államok (USA)-1 · Jean Racine · Gea Johnson              | 49,31 | 49,42 | 1:38,73 |
| 6.       | Hollandia (NED)-1 · Eline Jurg · Nannet Kiemel                    | 49,64 | 49,54 | 1:39,18 |
| 7.       | Olaszország (ITA) · Gerda Weissensteiner · Antonella Bellutti     | 49,66 | 49,55 | 1:39,21 |
| 8.       | Oroszország (RUS) · Viktorija Tokovaja · Kristina Bader           | 49,72 | 49,55 | 1:39,27 |
| 9.       | Kanada (CAN) · Christina Smith · Paula McKenzie                   | 49,60 | 49,75 | 1:39,35 |
| 10.      | Hollandia (NED)-2 · Ilse Broeders · Jeanette Pennings             | 49,70 | 49,67 | 1:39,37 |
| 11.      | Nagy-Britannia (GBR)-2 · Michelle Coy · Jackie Davies             | 49,77 | 49,78 | 1:39,55 |
| 12.      | Nagy-Britannia (GBR)-1 · Cheryl Done · Nicola Gautier-Minichiello | 50,10 | 49,79 | 1:39,89 |
| 13.      | Magyarország (HUN) · Strehli Ildikó · Kürti Éva                   | 49,99 | 49,92 | 1:39,91 |
| 14.      | Svédország (SWE) · Karin Olsson · Lina Engren                     | 50,37 | 49,93 | 1:40,30 |
| 15.      | Románia (ROU) · Kovács Erika · Maria Spirescu                     | 50,12 | 50,62 | 1:40,74 |